# Rhinopithecus
Rhinopithecus es un género de primates catarrinos de la familia Cercopithecidae. Incluye cinco especies endémicas de un área extendida entre el sur de China y el norte de Birmania.

## Especies
- Rhinopithecus roxellana
- Rhinopithecus bieti
- Rhinopithecus brelichi
- Rhinopithecus avunculus
- Rhinopithecus strykeri[2]